# Само љубезен
Само љубезен је била представничка песма Словеније на Песми Евровизије 2002. године.
Текст је написала Барбара Пешут, а музику Роберт Пешут. Песму изводи музички састав Сестре, три мушкараца трансвестита обучених у стјуардесе. Трио Сестре (Томаж Михелич, Сречко Блас и Дамјан Левец), побеђује у словеначком националном финалу ЕМА 2002. Део словеначке јавности излази на улице главног града Љубљане, протестујући због избора песме, коју су видели као омаловажавање Словеније. Штавише, говори у којима се позива на распуштање групе стигли су до словеначког парламента,  и до Европског парламента, што је довело до тога да неки европски политичари тврде да Словенија не треба да буде примљена у Европску унију због друштвених ставова до хомосексуализма.